# ベクトル値函数

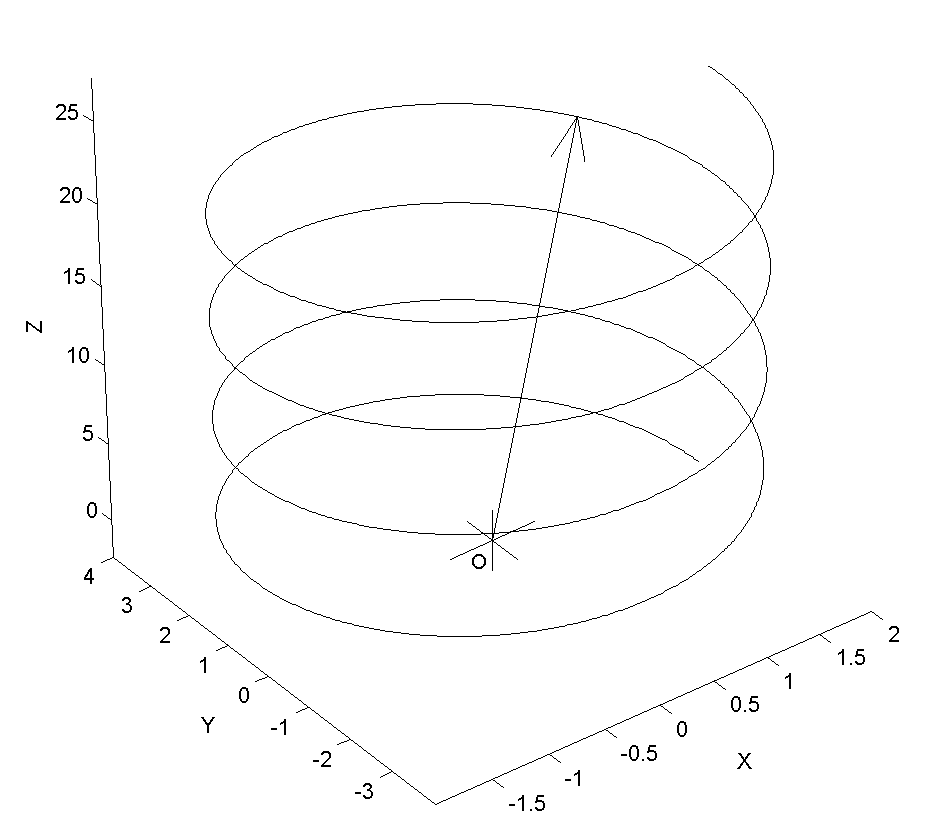
ベクトル値函数 の像は三次元ユークリッド空間内の螺旋になる

数学のとくに初等解析学におけるベクトル値函数（ベクトルちかんすう、英: vector-valued function）あるいはベクトル函数 (vector function) は、実数ベクトル空間 {\displaystyle \mathbb {R} ^{n}} に値をとる実変数函数を言う。ベクトル値函数 {\displaystyle {\boldsymbol {f}}} に対し、像ベクトルの第 i-成分 (i = 1, …, n) のみを追跡する函数を fi とすれば、 {\displaystyle {\boldsymbol {f}}} は実函数 fi たちの n-組として表すことができる。定義域は一次元でもそれ以上の次元でもよい。
例えば、二次元ベクトルに値を取るベクトル値函数は、{\displaystyle f_{1},f_{2}\colon \mathbb {R} \to \mathbb {R} } を用いて
{\displaystyle {\boldsymbol {f}}(x)=(f_{1}(x),f_{2}(x))} 
あるいは単位ベクトルを用いれば
{\displaystyle {\boldsymbol {f}}(x)=f_{1}(x){\boldsymbol {\hat {\imath }}}+f_{2}(x){\boldsymbol {\hat {\jmath }}}} 
と書ける。
{\displaystyle {\boldsymbol {f}}} の定義域は、成分函数 fi の定義域すべての交わりとするのが自然である。

## ベクトル値函数の微分
実変数ベクトル値函数 {\displaystyle {\boldsymbol {f}}\colon \mathbb {R} \to \mathbb {R} ^{n}} に対し、その微分は実函数の場合とまったく同じ形で、前進差分商の極限
{\displaystyle {\boldsymbol {f}}'(t):=\lim _{h\to 0}{\frac {{\boldsymbol {f}}(t+h)-{\boldsymbol {f}}(t)}{h}}} 
で定義できる。ベクトルの演算が成分ごとに定義されているから、上記の極限が存在すれば、それは成分函数の微分からなるベクトル値函数と一致する： {\displaystyle {\boldsymbol {f}}'(t)=\left(f_{1}'(x),f_{2}'(x),\dotsc ,f_{n}'(x)\right)}
実函数の微分に関する重要な性質はほとんどがベクトル値函数に対しても成立する。とくに微分の線型性と積の法則が成り立つ: これらの結果はベクトル値函数をベルソルを用いた形に書いて計算してみればわかる（ベルソルの微分は零ベクトルであることに注意）。
ベクトル変数のベクトル値函数 {\displaystyle {\boldsymbol {f}}\colon \mathbb {R} ^{n}\to \mathbb {R} ^{m}} の場合は、これを m 本の n-変数函数 yi (i = 1, …, m) の組とみれば、mn 個の偏微分が考えられて、これら偏導函数を第 i 行がスカラー値函数 yi の勾配となるようにして得られる m 行 n 列の排列 {\displaystyle {\begin{pmatrix}{\dfrac {\partial y_{1}}{\partial x_{1}}}&\cdots &{\dfrac {\partial y_{1}}{\partial x_{n}}}\\\vdots &\ddots &\vdots \\{\dfrac {\partial y_{m}}{\partial x_{1}}}&\cdots &{\dfrac {\partial y_{m}}{\partial x_{n}}}\end{pmatrix}}}
は {\displaystyle {\boldsymbol {f}}} のヤコビ行列と呼ばれる。

## 例
- 与えられた実数に対し、その整数部および小数部の組を対応させる函数は二次元ベクトル値の函数である。
- 平面または三次元空間内の曲線の媒介表示（英語版）はベクトル値函数の自明でない重要な例を与えている。